# Karasiówka (rzeka)
Karasiówka – rzeka w południowo-wschodniej Polsce, prawoboczny dopływ Sanny. Wypływa ze stawu hodowlanego położonego we wsi Rzeczyca Księża. Do Sanny wpada pomiędzy Borowem a Kosinem. Jej długość wynosi 32,5 km. W Węglinie przyjmuje bezimienny dopływ. Potem płynie wzdłuż drogi wojewódzkiej nr 855, a w Zdziechowicach Drugich pod nią przepływa. Później niedaleko Zdziechowic przecina granicę pomiędzy województwem lubelskim a podkarpackim. Następnie w okolicach Nowych Baraków i Szczecyna ponownie wpływa do województwa lubelskiego. Za Wólką Szczecką przepływa pod drogą wojewódzką nr 854, a około 1 km dalej łączy się z Sanną.

## Pochodzenie nazwy
Nazwa rzeki pochodzi od gatunku ryb – Karasi.

## Miejscowości nad Karasiówką
- Rzeczyca Księża
- Rzeczyca Ziemiańska-Kolonia
- Rzeczyca Ziemiańska
- Zielonka
- Łychów Szlachecki
- Łychów Gościeradowski
- Węglin
- Zdziechowice Pierwsze
- Zdziechowice Drugie
- Zaklików
- Stare Baraki
- Nowe Baraki
- Szczecyn
- Wólka Szczecka
- Karasiówka (część Wólki Szczeckiej)